# 生島

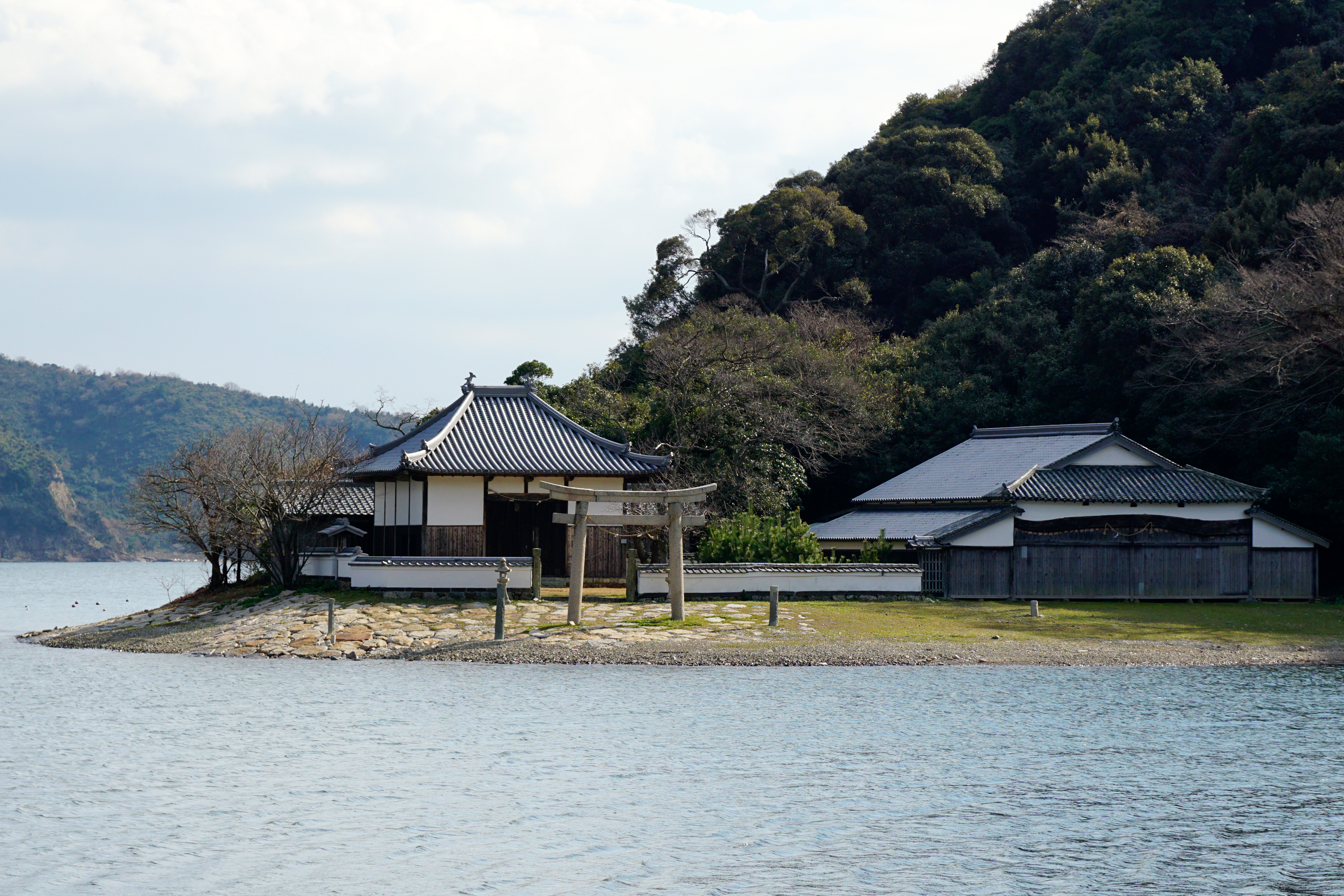
島頭の大避神社の生島御旅所

生島（いきしま）は、兵庫県赤穂市の坂越浦沖にある島。全域が瀬戸内海国立公園の特別保護地区に指定されており、「生島樹林」として国の天然記念物にも指定されている。ひょうごの森百選。

## 概要
港町坂越の氏神である大避神社の沖に浮かぶ周囲1,630mの小島である。古来より神域として人の立入が禁じられてきたため、原始の森が保たれた。森林は高木層をスダジイ、モチノキで亜高木層をカクレミノ、アラカシで構成する典型的な暖地性シイ林の自然植生で、学術的価値の高さから生島樹林（いきしまじゅりん）として1924年（大正13年）12月9日に国の天然記念物に指定されている。
また島内には7世紀半ばに畿内から坂越に逃れ、この地で没した秦河勝の墓がある。

## 所在地
〒678-0172 兵庫県赤穂市坂越生島

## 交通アクセス
- JR赤穂線 坂越駅 徒歩15分で対岸着

## 周辺情報
- 坂越
  - 
    - 坂越まち並み館
    - 旧坂越浦会所
    - 奥藤酒造郷土館
    - 大避神社
    - 妙見寺
    - 妙道寺
    - 児島高徳朝臣の墓
    - 坂越浦城跡
    - 茶臼山城跡
    - 船岡園
    - 黒崎墓所
    - 海の駅しおさい市場
- 千種川 （名水百選）
- 御崎 （瀬戸内海国立公園）
- 釜崎 - 坂越湾と相生湾を分ける岬